# Leo Sujatovich
 (septembre 2018).
Leonardo Fabián Sujatovich, plus connu comme Leo Sujatovich (né le 24 mars 1960 à Buenos Aires) est un pianiste, un claviériste et un compositeur argentin.

## Récompenses
Il reçoit le Cóndor de Plata 2018 pour la musique de La Fiancée du désert.
En 2007, il compose la musique du film Telepolis et remporte le Clarín Entertainment Awards de la meilleure musique originale
En 2018, il compose Olímpicos, la musique de remise des prix lors des Jeux olympiques de la jeunesse de 2018.